# Limonoïde

Structuurformule van limonine

Limonoïden zijn een groep chemische stoffen die voorkomen in verschillende planten. Ze worden aangetroffen in soorten van de Wijnruitfamilie (Rutaceae, met name in de citrusvruchten) en in de Mahoniefamilie (Meliaceae). In dit laatste geval worden ze meliacinen genoemd. De limonoïden worden ingedeeld bij de furanolactonen en bij de tetranortriterpenoïden.
De basisstructuur van limonoïden bestaat uit vier zesvoudige ringen (cyclische verbindingen) en één furaanring. Hierop bestaan veel variaties: sommige ringen kunnen 'geopend' zijn doordat een koolstofatoom is vervangen door zuurstof, ringen kunnen vijfvoudig of zevenvoudig zijn, ze kunnen vervangen zijn door lactonen, ringen kunnen op verschillende manieren met elkaar zijn verbonden, ze kunnen verschillende 'zijtakken' hebben... Aan de hand van deze variaties worden limonoïden in verschillende klassen ingedeeld.
Limonoïden worden bestudeerd in de fytochemie vanwege verschillende therapeutische eigenschappen. Zo wordt hun werking onderzocht tegen virussen, schimmels, bacteriën, kanker en malaria. Sommige limonoïden hebben tevens insectenafwerende eigenschappen.

## Voorbeelden van limonoïden
- Limonine ({\displaystyle {\ce {C26H30O8}}}), komt voor in citrusvruchten
- Andirobine, komt voor in de olie van de krappa (Carapa guianensis)
- Azadirachtine ({\displaystyle {\ce {C35H44O16}}}), komt voor in de zaden van de neem (Azadirachta indica)